# Клише, подавляющее мышление
Клише́, подавляющее мышление (семантический стоп-сигнал) (англ. thought-terminating cliché) — речевой приём, представляющий собой шаблонные фразы или упрощённые утверждения, предназначенные для подавления критического анализа, прекращения дискуссии или блокировки сомнений в отношении сложных вопросов. Эти клише заменяют рациональное обсуждение готовыми формулировками, которые сводят многогранные проблемы к однозначным, часто догматическим выводам. Термин ввёл американский психиатр и исследователь тоталитаризма Роберт Джей Лифтон в работе «Реформирование мышления и психология тотализма» (1961), где он анализировал методы идеологического контроля в маоистском Китае.
Примеры семантических стоп-сигналов:
- «Что есть, то есть»
- «Все хорошо»
- «Как-то вот так»
- «Ну вот, опять»
- «На всё воля Божья»